# Progreso (Teksas)
Progreso – miasto w Stanach Zjednoczonych, w stanie Teksas, w hrabstwie Hidalgo.

## Demografia
Według przeprowadzonego przez United States Census Bureau spisu powszechnego w 2010 miasto liczyło 5 507 mieszkańców, co oznacza wzrost o 13,5% w porównaniu do roku 2000. Natomiast skład etniczny w mieście wyglądał następująco: Biali 84,0%, Afroamerykanie 0,2%, Azjaci 0,1%, pozostali 15,7%. Kobiety stanowiły 50,9% populacji.